# Kargin
Kargin je priimek več oseb:
- Ivan Vladimirovič Kargin, sovjetski general
- Valerij Kargin, latvijski bankir